# 27949 Jonasz
27949 Jonasz là một tiểu hành tinh vành đai chính với chu kỳ quỹ đạo là 1282.5792955 ngày (3.51 năm).
Nó được phát hiện ngày 8 tháng 7 năm 1997 bởi Khảo sát tiểu hành tinh OCA-DLR ở Caussols.
The justification given for assigning the name "Jonasz" is the way singer's art "depicts the peace of the starry sky, enlightening the attraction of heavenly bodies".